# Funktronica
Funktronica (samengesteld uit de woorden "funk" en "elektronica") is een subgenre van funkmuziek dat gekenmerkt wordt door het gebruik van recente digitale audiotechnieken om zo een geluid te produceren dat vergelijkbaar is met electro, zijn voorloper uit de jaren 1980.

## Bekende artiesten en bands
- Aliensexto
- Chromeo
- Dam-Funk
- Breakbot
- Jamiroquai
- Jimmy Edgar
- Particle
- RJD2
- Ronika
- Sam Sparro
- TLC
- Zilla